# Kettenhöfstetten

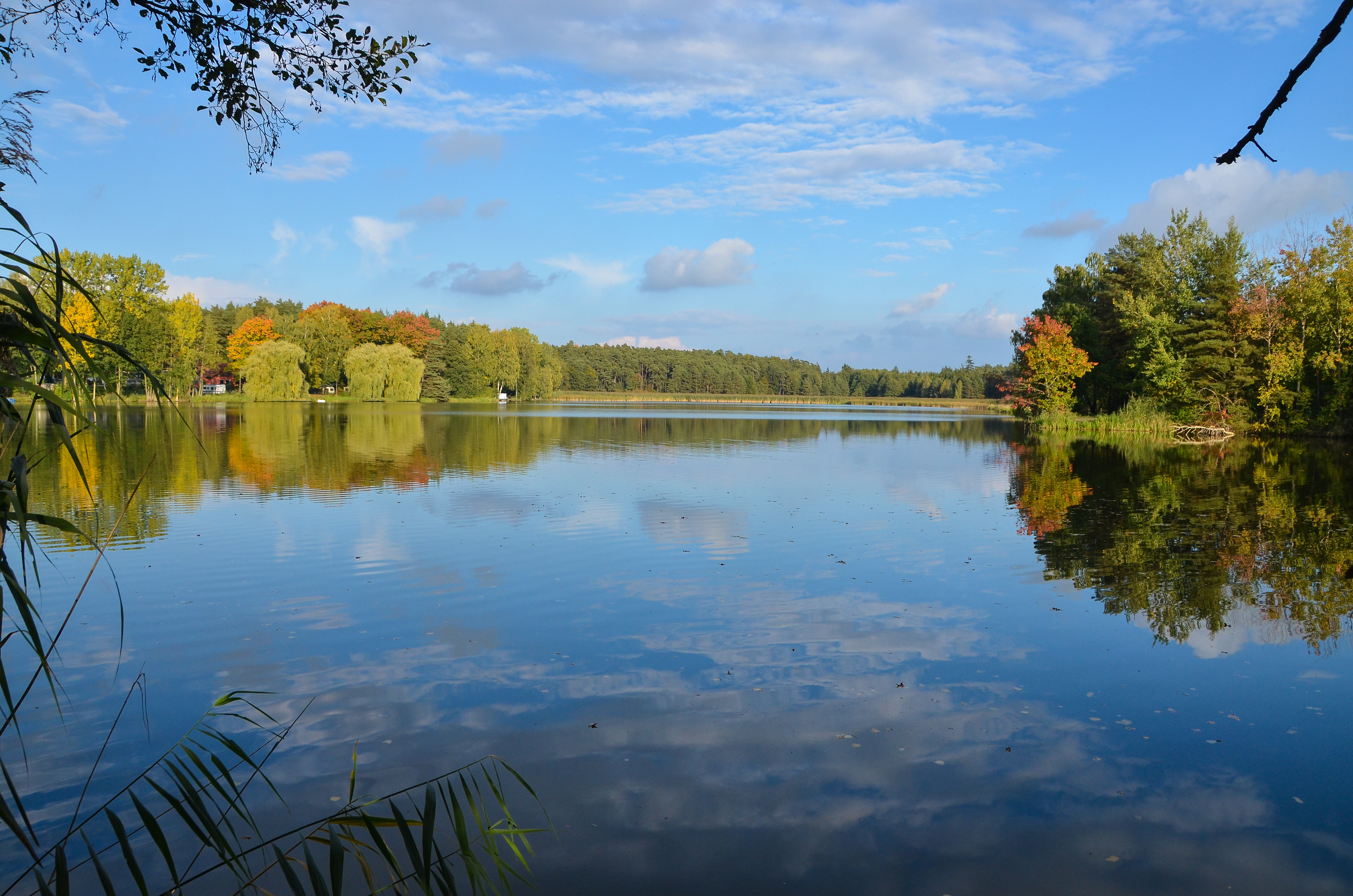
Sonnensee

Kettenhöfstetten (fränkisch: Keddnhechstettn bzw. Keddnhefschdeddn) ist ein Gemeindeteil des Marktes Flachslanden im Landkreis Ansbach (Mittelfranken, Bayern). Die Gemarkung Kettenhöfstetten hat eine Fläche von 13,198 km². Sie ist in 986 Flurstücke aufgeteilt, die eine durchschnittliche Fläche von 13.385,82 m² haben. In ihr liegen neben dem namensgebenden Ort die Gemeindeteile Birkenfels, Borsbach, Rangenmühle und Ruppersdorf.

## Geografie
Durch das Dorf fließt der Borsbach, ein linker Zufluss der Fränkischen Rezat. Der Strüthfeldgraben mündet im Ort als rechter Zufluss in den Borsbach. Östlich vom Ort liegt der Sonnensee, der auch als Badesee genutzt werden kann und bei dem sich ein Campingplatz befindet. Im Süden liegt das Waldgebiet Zimmerlach, in dem es zahlreiche Weiher gibt (Pfaffenweiher, Hasenweiher, Fladenweiher, Storchenweiher, Krummer Weiher). 0,5 km östlich liegt das Waldgebiet Haag.
Die Kreisstraße AN 17 führt nach Flachslanden zur Staatsstraße 2253 (2,2 km nordwestlich) bzw. über Ruppersdorf nach Rügland (3,5 km nordöstlich). Gemeindeverbindungsstraßen führen nach Borsbach zur AN 21 (1,7 km nordwestlich) und die Staatsstraße 2255 kreuzend nach Gödersklingen (2,2 km südöstlich).

## Geschichte
Der Ort wurde 1242 als „Cottenhouestetin“ erstmals urkundlich erwähnt. Das Bestimmungswort des Ortsnamens ist wahrscheinlich der Personenname Cotto. Volksetymologisch wurde der Ortsname mit Ketten in Verbindung gebracht. Sie sollen auf Anordnung des Markgrafen von Ansbach im Dreißigjährigen Krieg um das Dorf gespannt worden sein und es so vor der Zerstörung bewahrt haben. Tatsächlich aber wurde auch Kettenhöfstetten im Dreißigjährigen Krieg zerstört. Dennoch bewirkte diese Erklärung die Abänderung des Ortsnamens zu „Kettenhöffstetten“ (1732 erstmals bezeugt).
Am 7. Juni 1242 wurden dem Kloster Heilsbronn von den Grafen von Hohenlohe einige Güter des Ortes geschenkt. 1509 erwarb das Kloster durch Kauf die meisten Höfe und Güter. Während des Dreißigjährigen Kriegs verödeten 16 Anwesen.
Gegen Ende des 18. Jahrhunderts gab es in Kettenhöfstetten 20 Anwesen (1 Halbhof, 13 Güter, 1 Gütlein, 1 Halbgut, 3 Leerhäuser, 1 Schmiede). Das Hochgericht übte das brandenburg-bayreuthische Stadtvogteiamt Markt Erlbach im begrenzten Umfang aus. Es hatte ggf. an das brandenburg-ansbachische Hofkastenamt Ansbach  auszuliefern. Die Dorf- und Gemeindeherrschaft hatte das brandenburg-bayreuthische Kastenamt Neuhof. Alle Anwesen hatten das Kastenamt Neuhof als Grundherrn. Neben diesen Anwesen gab es noch kommunale Gebäude (Hirtenhaus, Brechhaus). Von 1797 bis 1808 unterstand der Ort dem Justiz- und Kammeramt Ansbach.
Im Jahre 1806 kam Kettenhöfstetten an das Königreich Bayern. Im Rahmen des Gemeindeedikts wurde Kettenhöfstetten dem 1808 gebildeten Steuerdistrikt Flachslanden und der 1811 gegründeten Ruralgemeinde Flachslanden zugeordnet. Am 13. September 1827 wurde die Bildung der Ruralgemeinde Kettenhöfstetten genehmigt, zu der Borsbach, Rangenmühle und Ruppersdorf gehörten. Sie war in Verwaltung und Gerichtsbarkeit dem Landgericht Ansbach zugeordnet und in der Finanzverwaltung dem Rentamt Ansbach (1919 in Finanzamt Ansbach umbenannt). Im Jahre 1836 wurde Birkenfels von Brünst nach Kettenhöfstetten umgemeindet. Ab 1862 gehörte Kettenhöfstetten zum Bezirksamt Ansbach (1939 in Landkreis Ansbach umbenannt). Die Gerichtsbarkeit blieb bis 1870 beim Landgericht Ansbach, von 1870 bis 1879 war das Stadt- und Landgericht Ansbach zuständig, seit 1880 ist es das Amtsgericht Ansbach. Die Gemeinde hatte 1964 eine Gebietsfläche von 7,048 km². Am 1. Januar 1972 wurde die Gemeinde Kettenhöfstetten im Zuge der Gebietsreform in Bayern wieder in den Markt Flachslanden eingegliedert.

## Einwohnerentwicklung
Gemeinde Kettenhöfstetten
| Jahr      | 1840   | 1852   | 1855   | 1861   | 1867   | 1871   | 1875   | 1880   | 1885   | 1890   | 1895   | 1900   | 1905   | 1910   | 1919   | 1925   | 1933   | 1939   | 1946   | 1950   | 1952   | 1961   | 1970   |
| Einwohner | 370    | 384    | 368    | 377    | 374    | 392    | 371    | 386    | 361    | 337    | 314    | 305    | 331    | 350    | 354    | 330    | 334    | 309    | 457    | 459    | 442    | 331    | 292    |
| Häuser    | 64     |        |        |        |        | 79     |        |        | 80     | 79     |        | 73     |        |        |        | 63     |        |        |        | 65     |        | 66     |        |
| Quelle    | [ 17 ] | [ 18 ] | [ 18 ] | [ 19 ] | [ 20 ] | [ 21 ] | [ 22 ] | [ 23 ] | [ 24 ] | [ 25 ] | [ 18 ] | [ 26 ] | [ 18 ] | [ 27 ] | [ 18 ] | [ 28 ] | [ 18 ] | [ 18 ] | [ 18 ] | [ 29 ] | [ 18 ] | [ 13 ] | [ 30 ] |

Ort Kettenhöfstetten
| Jahr      | 001818 | 001840 | 001861 | 001871 | 001885 | 001900 | 001925 | 001950 | 001961 | 001970 | 001987 | 002011 | 002017 | 002022 |
| Einwohner | 96     | 127    | 123    | 126    | 106    | 101    | 99     | 134    | 105    | 98     | 101    | 94     | 96     | 87     |
| Häuser    | 22     | 23     |        |        | 25     | 24     | 18     | 20     | 19     |        | 22     |        |        |        |
| Quelle    | [ 31 ] | [ 17 ] | [ 19 ] | [ 21 ] | [ 24 ] | [ 26 ] | [ 28 ] | [ 29 ] | [ 13 ] | [ 30 ] | [ 32 ] |        |        | [ 1 ]  |

## Religion
Der Ort ist seit der Reformation evangelisch-lutherisch geprägt und bis heute nach St. Laurentius (Flachslanden) gepfarrt. Die Einwohner römisch-katholischer Konfession sind nach St. Dionysius (Virnsberg) gepfarrt.